# Oberwähr

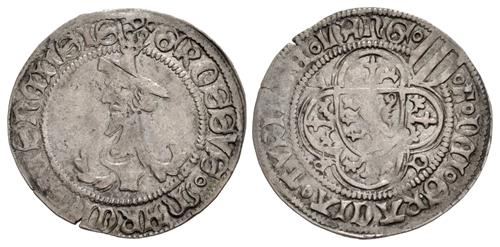
Judenkopfgroschen, von 1444 bis etwa 1451 als Oberwährgroschen geprägt, aus der Münzstätte Freiberg (Silber, 2,82 g, Durchmesser 28 mm, Krug 764)

Die Oberwähr, auch als Oberwähre bezeichnet, ist ein Begriff der spätmittelalterlichen Doppelwährung, der in das Münzsystem Sachsens und Thüringens mit der Münzreform von 1444 eingeführt wurde. Die guthaltigen silbernen Oberwährgroschen waren eine harte Währung, die hauptsächlich für den auswärtigen Handel geschaffen wurde. Im Gegensatz dazu dienten die geringerwertigen Beiwährgroschen dem allgemeinen Geldverkehr im Land und dem Ankauf des erzgebirgischen Grubensilbers.

## Erläuterung
Der nach der Münzreform von 1444 unter Kurfürst Friedrich II. den Sanftmütigen von Sachsen (1428–1464) von 1444 bis etwa 1451 in den Münzstätten Freiberg und Zwickau geprägter Judenkopfgroschen ist ein Oberwährgroschen in Wert von 1⁄20 des rheinischen Guldens (im Unterschied zu den Schildgroschen der Beiwähr, von denen 26 Stück einem rheinischen Gulden entsprachen). Die Doppelwährung scheiterte bereits im Jahr 1451 an ihren Auswirkungen, den allgemeinen Münzverwirrungen. Dennoch wurde in der Münzreform von 1456 mit den sächsischen, nach französischem Vorbild geprägten Turnosegroschen als Oberwähr zu 20 Stück auf den rheinischen Gulden und den Schwertgroschen als Beiwähr zu 26 Stück, später zu 34 und 42 Stück auf den rheinischen Gulden ein weiterer Versuch einer Doppelwährung durchgeführt, der schließlich zum endgültigen Scheitern dieses Währungssystems führte.

### Die Abschaffung der doppelten Groschenwährung
Nachdem die Bestrebungen zu einer stabilen Währung durch die Münzreformen von 1444 und 1456/57 durch Schaffung einer doppelten Groschenwährung in Form einer Oberwähr und einer Beiwähr gescheitert waren, wurde mit den von 1465 bis 1469 geprägten Horngroschen übersichtliche Verhältnisse geschaffen. Sie wurden zwar noch als Oberwährgroschen bezeichnet, waren aber nicht Bestandteil einer Doppelwährung.